# إيرل هودجينز
إيرل هودجينز (بالإنجليزية: Earle Hodgins)‏ مواليد 6 أكتوبر 1893 في سولت ليك، يوتا، الولايات المتحدة - الوفاة 14 أبريل 1964 في هوليوود، كاليفورنيا، الولايات المتحدة، هو ممثل أمريكي بدأ مسيرته الفنية سنة 1932. شارك في قرابة 330 فيلما. امتدت مسيرته الفنية لأكثر من 31 عاما.

## الأعمال
- ذا سان أنتونيو كيد
- غان سموك

## روابط خارجية
- إيرل هودجينز على موقع IMDb (الإنجليزية)
- إيرل هودجينز على موقع ألو سيني (الفرنسية)
- إيرل هودجينز على موقع أول موفي (الإنجليزية)
- إيرل هودجينز على موقع قاعدة بيانات الأفلام السويدية (السويدية)
- إيرل هودجينز على موقع قاعدة بيانات الفيلم (الإنجليزية)
- إيرل هودجينز على موقع كينوبويسك (الروسية)